# Ray Erlenborn
Ray Erlenborn  właściwie Raymond Erlenborn (ur. 15 stycznia 1915 w Kolorado – zm. 4 czerwca 2007 w Kalifornii) – amerykański aktor kinowy i telewizyjny. Karierę rozpoczął jeszcze jako dziecko. Od lat 50 XX wieku, związany był z telewizją, występował między innymi w programie "The Buster Keaton Show". Udzielił swojego głosu postaci Królika z rysunkowego filmu o przygodach Kubusia Puchatka. Zmarł w wieku 92 lat, w wyniku infekcji bakteryjnej.